# Neivamyrmex halidaii
Neivamyrmex halidaii es una especie de hormiga guerrera del género Neivamyrmex, subfamilia Dorylinae. Esta especie fue descrita científicamente por Shuckard en 1840.